# يكة خطية الأوراق
يوكا خطية الأوراق (الاسم العلمي:Yucca linearifolia) هي نوع من النباتات يتبع جنس اليوكا من الفصيلة الهليونية.